# Xanthorhoe trilineata
Xanthorhoe trilineata là một loài bướm đêm trong họ Geometridae.